# Ґоворувек
Ґоворувек (пол. Goworówek) — село в Польщі, у гміні Ґоворово Остроленцького повіту Мазовецького воєводства.
Населення — 215 осіб (2011).
У 1975-1998 роках село належало до Остроленцького воєводства.

## Демографія
Демографічна структура станом на 31 березня 2011 року:
|          | Загалом | Допрацездатний вік | Працездатний вік | Постпрацездатний вік |
| -------- | ------- | ------------------ | ---------------- | -------------------- |
| Чоловіки | 101     | 21                 | 68               | 12                   |
| Жінки    | 114     | 31                 | 60               | 23                   |
| Разом    | 215     | 52                 | 128              | 35                   |